# Restio pillansii
Restio pillansii är en gräsväxtart som beskrevs av Hans Peter Linder. Restio pillansii ingår i släktet Restio och familjen Restionaceae. Inga underarter finns listade i Catalogue of Life.